# Punktknölspindel
Punktknölspindel (Oreoneta punctata) är en spindelart som först beskrevs av Albert Tullgren 1955.  Punktknölspindel ingår i släktet Oreoneta och familjen täckvävarspindlar. Arten är reproducerande i Sverige. Inga underarter finns listade i Catalogue of Life.